# Antreville
Antreville is een plaats (census-designated place) in de Amerikaanse staat South Carolina, en valt bestuurlijk gezien onder Abbeville County.

## Demografie
Bij de volkstelling in 2000 werd het aantal inwoners vastgesteld op 118.

## Geografie
Volgens het United States Census Bureau beslaat de plaats een oppervlakte van
10,2 km², geheel bestaande uit land. Antreville ligt op ongeveer 168 m boven zeeniveau.

## Plaatsen in de nabije omgeving
De onderstaande figuur toont nabijgelegen plaatsen in een straal van 16 km rond Antreville.